# Lekvattnet
Lekvattnet (Fins: Legavattina) is een dorp binnen de gemeente Torsby in de Zweedse regio Värmland. Het dorp heeft 71 inwoners (2005) en een oppervlakte van 24 hectare. Het dorp ligt in de Finnskogen, vernoemd naar de Finse bosarbeiders die zich in de zeventiende eeuw in het gebied vestigden. Onder andere de Finse versie van de plaatsnaam herinnert aan deze periode.
De Europese weg 16 van Oslo naar Gävle loopt door het dorp.